# Malawi tại Thế vận hội
Malawi đã tham dự 10 kỳ Thế vận hội Mùa hè và chưa từng tham gia Thế vận hội Mùa đông. Malawi tẩy chay các kỳ Olympic Mùa hè năm 1976 và 1980.
Quốc gia này chưa có huy chương Thế vận hội.

## Bảng huy chương

### Huy chương tại các kỳ Thế vận hội Mùa hè
| Thế vận hội         | Số VĐV        | Vàng          | Bạc           | Đồng          | Tổng số       | Xếp thứ       |
| 1896–1968           | không tham dự | không tham dự | không tham dự | không tham dự | không tham dự | không tham dự |
| München 1972        | 16            | 0             | 0             | 0             | 0             | –             |
| Montréal 1976       | không tham dự |               |               |               |               |               |
| Moskva 1980         | không tham dự |               |               |               |               |               |
| Los Angeles 1984    | 15            | 0             | 0             | 0             | 0             | –             |
| Seoul 1988          | 16            | 0             | 0             | 0             | 0             | –             |
| Barcelona 1992      | 4             | 0             | 0             | 0             | 0             | –             |
| Atlanta 1996        | 2             | 0             | 0             | 0             | 0             | –             |
| Sydney 2000         | 2             | 0             | 0             | 0             | 0             | –             |
| Athens 2004         | 4             | 0             | 0             | 0             | 0             | –             |
| Bắc Kinh 2008       | 4             | 0             | 0             | 0             | 0             | –             |
| Luân Đôn 2012       | 3             | 0             | 0             | 0             | 0             | –             |
| Rio de Janeiro 2016 | 5             | 0             | 0             | 0             | 0             | –             |
| Tokyo 2020          | chưa diễn ra  |               |               |               |               |               |
| Tổng số             | Tổng số       | 0             | 0             | 0             | 0             | –             |